# Ajjelet ha-Szachar
Ajjelet ha-Szachar (hebr.: איילת השחר) – kibuc położony w samorządzie regionu Ha-Galil ha-Eljon, w Dystrykcie Północnym, w Izraelu.
Leży na północy Górnej Galilei, w pobliżu granicy z Libanem.
Członek Ruchu Kibuców (Ha-Tenu’a ha-Kibbucit).

## Historia
Kibuc został założony w 1915 przez imigrantów z Europy.

## Gospodarka
Gospodarka kibucu opiera się na intensywnym rolnictwie i turystyce. Tutejszą atrakcją jest Chasor.